# Virtual XI
Virtual XI е единадестият студиен албум на британската хевиметъл група Айрън Мейдън. Той е втори и последен за вокала Блейз Бейли. Това е третият албум на бандата, който не е кръстен на песен (предишните два са Piece of Mind и The X Factor).
Също като турнето за The X Factor, така и турнето за Virtual XI е прекъснато поради остра алергична реакция на Бейли към някои вещества използвани на сцената. Това в комбинация със сингъла The Angel and the Gambler, който е сред най-популярните парчета в албума, може да обясни силните позиции в класациите (по-добре дори и от Killers, който достига 2-рото място).
Другото парче, което излиза като сингъл е Futureal и е считано за класика на групата, въпреки силното представяне на албума. Добре се приема на концертите и The Clansman, след завръщането на Брус Дикинсън.

## Състав
- Блейз Бейли – вокал
- Дейв Мъри – китара
- Яник Герс – китара
- Стив Харис – бас, беквокали
- Нико Макбрейн – барабани

и
- Майкъл Кени – кийборд

## Място в Класациите
- Франция – 12
- Германия – 16
- Великобритания – 16
- Швеция – 16
- Чехия – 39
- САЩ – 124